# Ferroferriholmquistita
La ferroferriholmquistita és un mineral de la classe dels silicats que pertany al grup del nom arrel holmquistita.

## Característiques
La ferroferriholmquistita és un silicat de fórmula química ◻{Li₂}{Fe2+₃Fe3+₂}(Si₈O22)(OH)₂. Va ser aprovada com a espècie vàlida per l'Associació Mineralògica Internacional l'any 2022, sent publicada en el mes d'octubre del mateix any. Cristal·litza en el sistema ortoròmbic.

## Formació i jaciments
Durant molt anys va tractar-se d'una espècie hipotètica al no haver-se trobada mai a la natura, fins que finalment va ser descoberta a l'illa d'Iwagi, al districte d'Ochi (prefectura d'Ehime, Japó), sent aquest l'únic indret de tot el planeta on ha estat descrita aquesta espècie mineral.